# Collected (The Cats)
Collected is een muziekalbum van The Cats uit 2014. Het album werd uitgebracht op 18 april van dat jaar tijdens het 50-jarige jubileum van The Cats.
Het verzamelwerk bestaat uit drie cd's en werd tegelijk uitgegeven met het omvangrijke Complete van 19 cd's met nagenoeg het gehele werk uit de geschiedenis van de band. Het album Collected werd samengesteld door zanger Piet Veerman en bassist Arnold Mühren. De eerste twee cd's van de collectie geven een selectie van beste nummers van The Cats en de derde cd bestaat uit extra's, zoals zelden uitgegeven nummers en dergelijke.
Aan het album is een nieuwe versie van het nummer Lovin' arms toegevoegd, dat Piet Veerman samen met zijn kleindochter en zangeres Melanie Jonk (Mell) zingt. Verder staan er enkele nummers op uit de solocarrières van Piet en Cees Veerman, zoals de nummer 1-hit Sailin' home, en het nummer Blue diamonds dat nog niet eerder was uitgebracht. Dit laatste nummer werd in de jaren tachtig opgenomen en werd geschreven door Henk Hofstede van The Nits.
Het album kwam op 26 april 2014 binnen op nummer 13 van de Album Top 100.

## Nummers
| Nummer    | Naam                                                 | Geschreven door                                  | Duur | Opmerkingen                       |
| --------- | ---------------------------------------------------- | ------------------------------------------------ | ---- | --------------------------------- |
| CD 1 - 1  | What a crazy life                                    | Roger Greenaway en Roger Cook                    | 2:36 |                                   |
| CD 1 - 2  | Vive l'amour                                         | Mark Barkan en Vic Millrose                      | 2:03 |                                   |
| CD 1 - 3  | Remember the good times                              | Cees Veerman                                     | 2:45 |                                   |
| CD 1 - 4  | Without your love                                    | Cees Veerman en Mel Andy                         | 2:49 |                                   |
| CD 1 - 5  | Sure he's a cat                                      | Roger Greenaway en Roger Cook                    | 2:33 |                                   |
| CD 1 - 6  | What's the world coming to                           | Roger Greenaway en Roger Cook                    | 3:29 |                                   |
| CD 1 - 7  | Turn around and start again                          | Roger Greenaway en Roger Cook                    | 3:01 |                                   |
| CD 1 - 8  | Times were when                                      | Neil Grimshaw                                    | 3:14 |                                   |
| CD 1 - 9  | Lea                                                  | Arnold Mühren                                    | 3:45 |                                   |
| CD 1 - 10 | Why                                                  | Arnold Mühren                                    | 4:00 |                                   |
| CD 1 - 11 | Scarlet ribbons                                      | Evelyn Danzig en Jack Segal                      | 3:17 |                                   |
| CD 1 - 12 | Marian                                               | Arnold Mühren                                    | 4:01 |                                   |
| CD 1 - 13 | Magical mystery morning                              | Arnold Mühren                                    | 2:38 |                                   |
| CD 1 - 14 | Where have I been wrong                              | Piet Veerman                                     | 5:15 |                                   |
| CD 1 - 15 | Don't waste your time                                | Piet Veerman                                     | 3:32 |                                   |
| CD 1 - 16 | One way wind                                         | Arnold Mühren                                    | 3:42 |                                   |
| CD 1 - 17 | Country woman                                        | Piet Veerman                                     | 3:14 |                                   |
| CD 1 - 18 | There has been a time                                | Arnold Mühren                                    | 4:40 | Lange versie                      |
| CD 1 - 19 | Trying to explain                                    | Piet Veerman                                     | 4:20 |                                   |
| CD 1 - 20 | Let's dance                                          | Piet Veerman                                     | 3:26 |                                   |
| CD 1 - 21 | Maribaja                                             | Arnold Mühren                                    | 3:09 |                                   |
| CD 1 - 22 | Let's go together                                    | Piet Veerman en Jaap Schilder                    | 3:45 |                                   |
| CD 1 - 23 | Vaya con Dios                                        | Larry Russell, Inez James en Buddy Pepper        | 3:30 |                                   |
| CD 2 - 1  | Rock 'n' roll (I gave you the best years of my life) | Kevin Johnson                                    | 4:56 |                                   |
| CD 2 - 2  | Be my day                                            | Larry Murray                                     | 2:59 | Aangepaste versie                 |
| CD 2 - 3  | Love in your eyes                                    | Al Capps, Gordon Marron en Reid Reilich          | 2:21 | Amerikaanse opname                |
| CD 2 - 4  | A letter                                             | Piet Veerman en John Möring                      | 3:33 | Amerikaanse opname                |
| CD 2 - 5  | Mississippi                                          | Arnold Mühren en Piet Veerman                    | 6:13 |                                   |
| CD 2 - 6  | Come Sunday                                          | Lane Caudell en Harry Lloyd                      | 2:33 | Amerikaanse opname                |
| CD 2 - 7  | Hard to be friends                                   | Larry Murray                                     | 3:35 | Amerikaanse opname                |
| CD 2 - 8  | Like a Spanish song                                  | Larry Murray                                     | 2:58 |                                   |
| CD 2 - 9  | We should be together                                | Allen Reynolds                                   | 3:16 |                                   |
| CD 2 - 10 | Save the last dance for me                           | Doc Pomus en Mort Shuman                         | 3:07 |                                   |
| CD 2 - 11 | Cindy                                                | Peter Reber en Rolf Zuckowski                    | 3:49 |                                   |
| CD 2 - 12 | Romance                                              | Jules Shear                                      | 3:04 |                                   |
| CD 2 - 13 | She was too young                                    | Cees Veerman                                     | 3:41 |                                   |
| CD 2 - 14 | La diligence                                         | Jos Cleber, Arnold Mühren en Piet Veerman        | 3:29 |                                   |
| CD 2 - 15 | Stay in my life                                      | Piet Veerman en Marnec                           | 3:54 |                                   |
| CD 2 - 16 | Love is a golden ring                                | Frank Miller, Richard Dehr en Terry Gilkyson     | 2:50 |                                   |
| CD 2 - 17 | Lovers don't talk                                    | Fred Bekky en Tony Kolenberg                     | 3:37 |                                   |
| CD 2 - 18 | She's so in love                                     | Russ Ballard                                     | 3:43 |                                   |
| CD 2 - 19 | The end of the show                                  | Cees Veerman                                     | 4:31 |                                   |
| CD 2 - 20 | The best years of my life                            | John Ewbank                                      | 3:45 |                                   |
| CD 2 - 21 | Those were the days                                  | John Ewbank                                      | 3:52 |                                   |
| CD 2 - 22 | Chill out Marian                                     | Arnold Mühren                                    | 1:39 | Bewerkte versie                   |
| CD 3 - 1  | Interview Radioprogramma Poster                      | Cees Veerman                                     | 1:08 |                                   |
| CD 3 - 2  | Juke-box                                             | Bert Berns en Phil Medley                        | 2:47 | Bewerking                         |
| CD 3 - 3  | Where have I been wrong                              | Piet Veerman                                     | 3:51 | Nieuwe mixversie                  |
| CD 3 - 4  | Dreams                                               | Piet Veerman                                     | 6:38 |                                   |
| CD 3 - 5  | Freedom bird                                         | Lewis & Clarke                                   | 2:55 |                                   |
| CD 3 - 6  | Lovin' her was easier                                | Kris Kristofferson                               | 3:34 |                                   |
| CD 3 - 7  | If you'll be my woman                                | Cees Veerman                                     | 4:00 |                                   |
| CD 3 - 8  | Lonely walk                                          | Piet Veerman                                     | 5:30 |                                   |
| CD 3 - 9  | Sailin' home                                         | Đorđe Novković, Marina Tucaković en Alan Parfitt | 4:31 | Uit solocarrière van Piet Veerman |
| CD 3 - 10 | Excuse me                                            | Dick & Don Addrisi                               | 2:26 |                                   |
| CD 3 - 11 | Children's crusade                                   | Jaap Schilder en Alan Parfitt                    | 2:49 |                                   |
| CD 3 - 12 | Blue diamonds                                        | Henk Hofstede                                    | 2:33 | Nieuw nummer                      |
| CD 3 - 13 | Sailor sail on                                       | Cees Veerman                                     | 5:10 | Uit solocarrière van Cees Veerman |
| CD 3 - 14 | I walk through the fields                            | Cees Veerman                                     | 3:53 |                                   |
| CD 3 - 15 | One way wind                                         | Arnold Mühren                                    | 3:46 | Duitse versie                     |
| CD 3 - 16 | Tanze heut nur mit mir                               | Piet Veerman                                     | 3:26 | Duitse versie van Let's dance     |
| CD 3 - 17 | Call me                                              | Jaap Schilder                                    | 3:32 |                                   |
| CD 3 - 18 | Lies                                                 | Lewis & Clarke                                   | 2:46 |                                   |
| CD 3 - 19 | Love is just a long, lonely road                     | Cees Veerman                                     | 3:47 |                                   |
| CD 3 - 20 | Yesterday                                            | Piet Veerman en Nail Che                         | 5:18 | Uit solocarrière van Piet Veerman |
| CD 3 - 21 | Lovin' arms                                          | Tom Jans                                         | 3:22 | Piet Veerman met Mell             |